# قرار مجلس الأمن التابع للأمم المتحدة رقم 1799
تم تبني قرار مجلس الأمن التابع للأمم المتحدة رقم 1799 بالإجماع في 15 فبراير 2008.

## القرار
قرر مجلس الأمن، أن الحالة في جمهورية الكونغو الديمقراطية لا تزال تشكل تهديدا للسلم والأمن الدوليين في المنطقة، قرر تمديد نظام الجزاءات لهذا البلد، حتى 31 آذار/مارس.
وباعتماد القرار 1799 (2008) بالإجماع والعمل بموجب الفصل السابع من ميثاق الأمم المتحدة، مدد المجلس أيضا حتى نفس التاريخ ولاية فريق الخبراء الذي يرصد التدابير، على النحو المنصوص عليه في القرار 1771 (2007).
يتألف نظام الجزاءات من حظر الأسلحة المفروض على الجماعات المسلحة في البلد التي ليست جزءا من وحدات الجيش أو الشرطة المتكاملة، فضلاً عن حظر السفر وتجميد الأصول على من ينتهكون الحظر، على النحو المحدد في القرار 1493 (2003)، 1596 (2005) و1698 (2006) و1771 (2007).
وخلال الفترة حتى 31 آذار/مارس، سيواصل المجلس مراجعة التدابير بغية تعديلها، حسب الاقتضاء، في ضوء توطيد الحالة الأمنية في البلد. إلا أن المجلس أكد من جديد قلقه البالغ إزاء وجود الجماعات المسلحة والميليشيات في الجزء الشرقي من البلد، ولا سيما في مقاطعتي شمال وجنوب كيفو ومنطقة إيتوري، مما أدى إلى استمرار مناخ من انعدام الأمن في المنطقة بأسرها.

## روابط خارجية
- نص القرار في undocs.org